# Walter Facchinetti
Walter Facchinetti (Arcisate, 29 marzo 1947) è un ex pugile italiano, che ha combattuto con la maglia azzurra  nella categoria dei mediomassimi (-81 kg), alle olimpiadi estive di Città del Messico 1968.

## Carriera
Nato ad Arcisate comune della Valceresio, inizia a combattere nel 1963 con i colori del Boxe Club Varesino Spumador.
Nel 1968 è medaglia d’argento nei pesi mediomassimi ai Campionati italiani dilettanti di Cecina, perdendo in finale da Renzo Crespan.
Convocato a rappresentare l’Italia ai giochi olimpici di Città del Messico, nella categoria dei medio-massimi, batte ai punti al primo turno il cecoslovacco Josef Kapin (5:0). Supera negli ottavi di finale l’austriaco Kurt Baumgartner per squalifica al secondo round. È costretto a fermarsi ai quarti di finale, eliminato ai punti dal polacco Stanisław Dragan (4:1). È comunque un’Olimpiade più che dignitosa quella di Facchinetti, tenendo conto che meglio di lui, tra gli italiani, riesce a fare solo la medaglia di bronzo Giorgio Bambini.
Facchinetti è poi sconfitto nei preliminari ai Campionati europei del 1969 a Bucarest dal polacco Lucjen Krest. L'anno è però coronato dalla vittoria del titolo italiano ai campionati nazionali di Castelfranco Veneto.
Si ritira nel 1970 senza mai passare al professionismo.